# Pilum
Das Pilum (Plural: Pila) war ein Wurfspeer und die typische Fernwaffe des Legionärs der römischen Armee. Wahrscheinlich samnitischen Ursprungs, wurde die Waffe während der Samnitenkriege von den Römern übernommen. Diese Übernahme war ein entscheidender Schritt in der Entwicklung von der Phalanx zur Manipulartaktik. Der Gebrauch des Pilums blieb anfangs offenbar auf die Legionen beschränkt, wurde aber spätestens in der Kaiserzeit vermutlich auch auf die Hilfstruppen ausgeweitet. In der Spätantike geriet das Pilum außer Gebrauch.

## Beschreibung

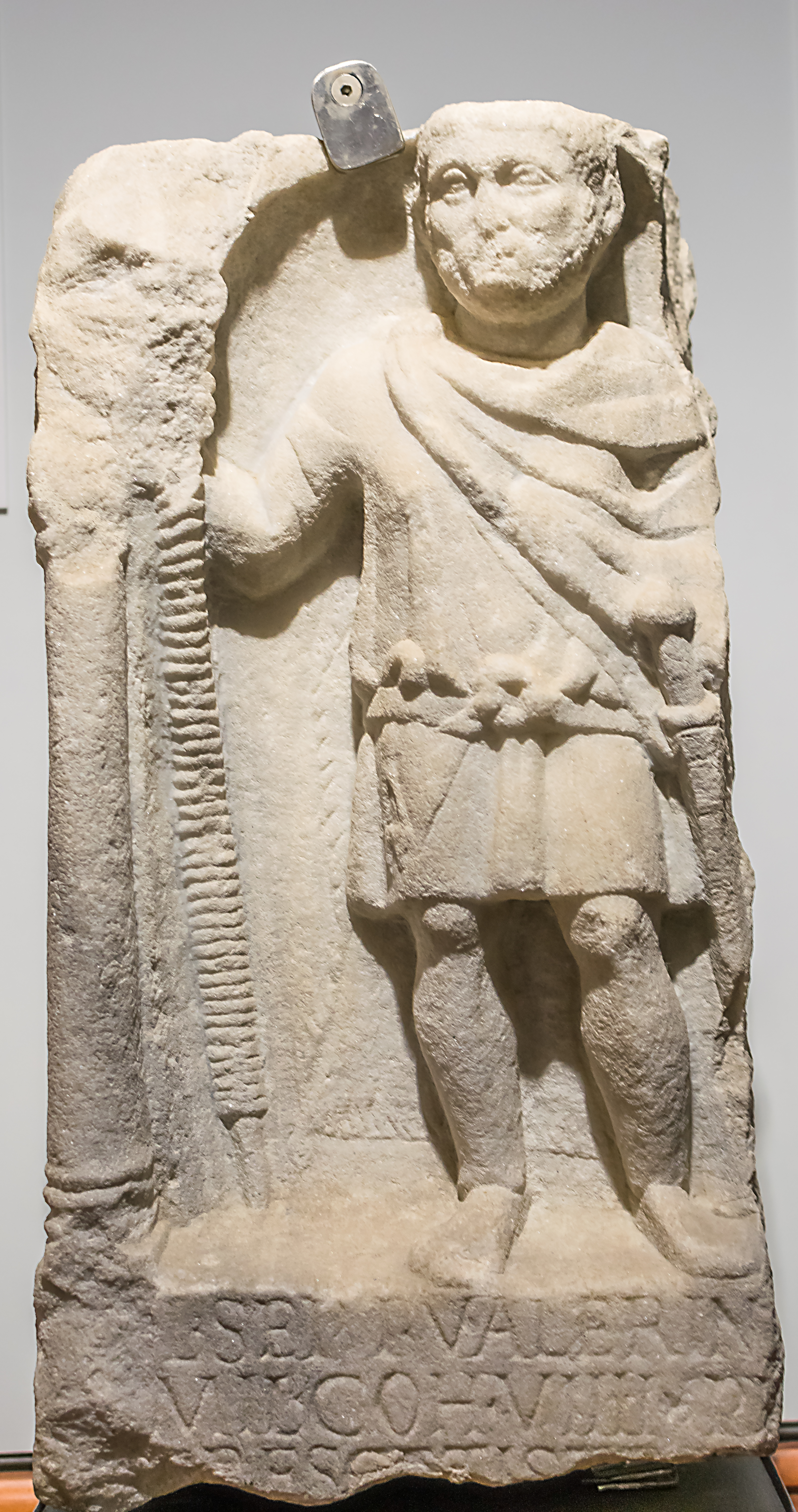
Die Figur des Prätorianers auf dem Grabaltar ist in typischer Militärkleidung dargestellt. Der Schaft des Pilums ist mit einer Art Kordel umwickelt

Das Pilum erreichte aufgrund seiner Bauart eine besonders hohe Durchschlagskraft. Es war eine Weiterentwicklung der Wurflanze und bestand im Wesentlichen aus zwei Teilen, dem rund einen Meter langen hölzernen Schaft und einer meist ungefähr gleich langen, viereckig- oder rund geschmiedeten Eisenstange, die an ihrem sich verjüngenden Ende zu einer Vierkantspitze ausgeformt wurde. Die Befestigung am Schaft geschah entweder durch zungenartig ausgeformte, mit Nietlöchern versehene Enden, sogenannte Angeln, oder durch Tüllen, die über den Holzschaft geschoben und anschließend vernietet wurden. Die Zwinge des Schafts war entweder pyramiden- oder kegelstumpfförmig ausgearbeitet, um Angel oder Tülle aufnehmen zu können.
Es gab schwere und leichte Pila mit rund 1 bis 3,5 Kilogramm Gesamtgewicht. Bis in die späte Republik waren Legionäre teilweise mit zwei Pila ausgerüstet, in späteren bildlichen Darstellungen findet sich nur je ein Pilum. Das vielleicht in claudinisch-neronischer Zeit am Ende des Holzschafts angebrachte kugelförmige Bleigewicht zur Erhöhung der Durchschlagskraft ist archäologisch bisher nicht nachweisbar. Das bekannte, um 90 n. Chr. entstandene Cancelleria-Relief, heute in den römischen Vatikanische Museen, das unter anderem Praetorianer und Beneficiarier in Dienstuniform zeigt, gibt solche Pila wieder. Unterhalb der Zwinge befindet sich dort eine adlerverzierte Kugel. Deutlich zu sehen ist bei dem Grabaltar des Prätorianers Lucius Septimius Valerinus auch, dass bei diesen Waffen der obere Teil des hölzernen Schafts mit einer Kordel umwickelt ist, um deren Griffigkeit zu erhöhen.

## Anwendung

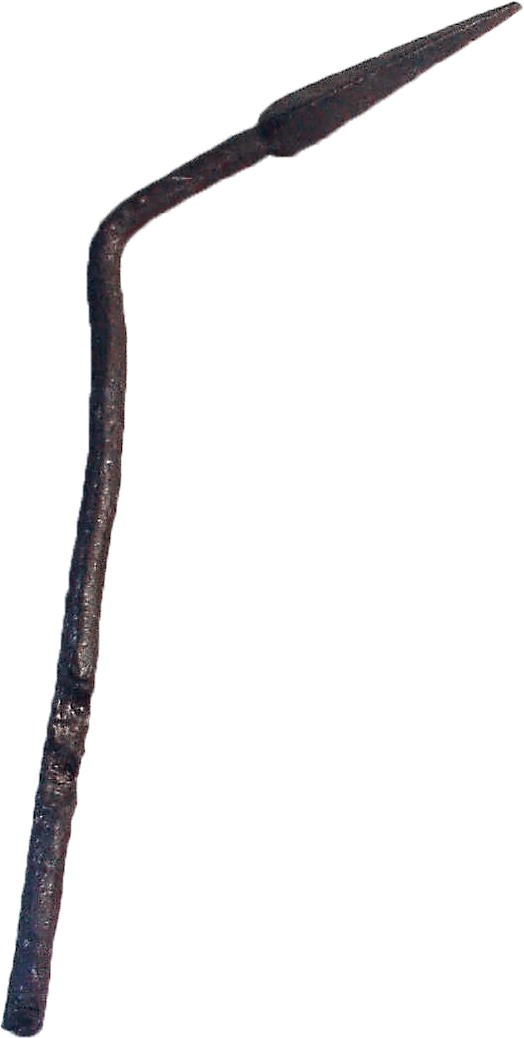
Verbogene Spitze

Aus einer Entfernung von rund 10 bis 20 Schritt (ca. 7,5 bis 15 Meter) warfen die in Reih und Glied stehenden Legionäre gleichzeitig ihre Pila. Dadurch wurden einige Gegner bereits vor dem Gefecht verwundet oder getötet, da das abgeschleuderte Pilum seine Energie auf eine kleine Spitze konzentrierte und somit in der Lage war, auch die Schilde zu durchschlagen. In vielen Fällen wurde der gegnerische Krieger kaum oder überhaupt nicht verwundet, jedoch zumindest stark behindert, denn viele Pila verbogen sich beim Eindringen in den Schild, da der Eisenschaft im Gegensatz zur eigentlichen Spitze nicht gehärtet war. Unmittelbar vor einem Angriff ließen sich diese verbogenen Eisen nicht mehr schnell genug entfernen, so dass der betroffene Krieger gezwungen war, seinen Schild fallen zu lassen und ohne diesen wichtigen Schutz in den Kampf zu gehen. Dies galt besonders, wenn überlappend geführte Schilde von Pila aneinandergeheftet wurden.
So heißt es etwa bei Caesar: „Von großem Nachteil war es den Galliern im Kampf, dass mehrere ihrer Schilde oft durch einen Pilumwurf durchschlagen und so zusammengeheftet worden waren, dass sie, da das Eisen sich verbogen hatte, die Geschosse weder herausziehen noch mit einer derart behinderten Linken vernünftig fechten konnten; viele zogen es daher, nachdem sie den Arm eine Zeit lang geschüttelt hatten, vor, den Schild fallen zu lassen und ungeschützt zu kämpfen.“ (Gallischer Krieg I,25)
Durch das Verbiegen wurde vielfach auch verhindert, dass fehlgeworfene Pila zurück geschleudert werden konnten. Um die Wiederverwendung der eigenen Waffen durch den Feind noch weiter einzuschränken, hat es nach Peter Connolly eine besondere Pilumvariante mit zwei Nietlöchern gegeben, bei der in einem Loch kein Eisen-, sondern ein Holzniet steckte. Dies soll eine Antwort auf weniger kraftvolle Würfe gewesen sein, bei denen der dünne Metallschaft sich nicht verbog. Beim Versuch, das Pilum herauszuziehen, habe der Holzschaft sich gelöst und habe dazu geführt, dass das Eisen dennoch behindernd im Schild verblieb.
Diesem traditionellen Verständnis der Funktionsweise und Verwendung des Pilum widersprechen teilweise Erkenntnisse der experimentellen Archäologie. In mehreren Versuchsreihen konnte zwar die Durchschlagskraft des Pilum und die Wirksamkeit gegen Schilde bestätigt werden, allerdings nicht das Verbiegen der Eisenstange. Die Ergebnisse zeigen, dass das Pilum Schilde mit Lederschichtung durchschlagen kann und sich in mit Rohleder beschichteten Schilden zumindest solide verankern kann. Durch das Profil der Eisenspitze ist ein Entfernen des Pilums aus dem Schild in einer Kampfsituation schwer möglich und durch die Länge der Eisenstange wird das Abschlagen mit einer Nahkampfwaffe verhindert. Zusätzlich wippt die nicht gehärtete Eisenstange nach dem Einschlag stark, und die zweite Spitze am Schaftende verankert sich bei einem vorstürmenden Gegner im Boden. Dadurch wird das Pilum durch den getroffenen Schild getrieben oder der Gegner zumindest aus dem Gleichgewicht gebracht. Die Experimente lassen zwar keinen zusätzlichen Nutzen durch ein mögliches Verbiegen erkennen, dieses könnte dennoch durch gezieltes Anfeilen der Eisenstange erreicht worden sein.
Neben der Verwendung als Wurfwaffe konnte das Pilum insbesondere gegen Kavallerie auch als Nahkampfwaffe eingesetzt werden.
Das Pilum geriet seit dem späteren 2. Jahrhunderts bei den Legionären langsam außer Gebrauch, doch vor allem die Prätorianer nutzten es noch bis ins 3. Jahrhundert. So wurden verbogene Pila unter anderem im Zusammenhang des Harzhornereignisses gefunden, das in die Zeit nach 228 gehört und wahrscheinlich mit dem Germanienfeldzug des Soldatenkaisers Maximinus Thrax im Jahr 235 in Verbindung steht. In der Spätantike geriet das Pilum dann endgültig außer Gebrauch, stattdessen wurde das Spiculum verwendet.